# Doña Remedios Trinidad
Doña Remedios Trinidad ist eine philippinische Stadtgemeinde in der Provinz Bulacan. Im Jahre 2015 zählte sie 22.663 Einwohner. Die Gemeinde wurde durch einen Erlass von Ferdinand Marcos gegründet. Benannt wurde sie nach seiner Schwiegermutter Doña Remedios Trinidad Romualdez. Die Topographie der Gemeinde wird größtenteils von dem Mittelgebirge der Sierra Madre bestimmt. Das Gebirge ist bewaldet und steht großräumig unter Naturschutz, wie im Angat Watershed Forest Reserve. Teile des Biak-na-Bato-Nationalparks liegen auf dem Gemeindegebiet.

## Baranggays
Doña Remedios Trinidad ist in folgende acht Baranggays aufgeteilt:
- Bayabas
- Kabayunan
- Camachin
- Camachile
- Kalawakan
- Pulong Sampalok
- Talbak
- Sapang Bulak